# Lycarion May
Lycarion May (ur. 21 lipca 1870 w Bagnes, zm. 27 lipca 1909 w Barcelonie) – zakonnik, męczennik, Czcigodny Sługa Boży Kościoła katolickiego. 
Urodził się jako François Benjamin i został ochrzczony 24 lipca tego samego roku. Środowisko rodzinne sprzyjało jego powołaniu zakonnemu i w wieku 18 lat został przyjęty do Instytutu Braci Marystów. Po przyjęciu, które miało miejsce 15 sierpnia 1888 roku przyjął imię Lycarion. W następnym roku został wysłany do Matarò w Katalonii, a po złożeniu profesji wieczystej, 15 sierpnia 1893 roku został przeniesiony do wspólnoty w Geronie, gdzie pracował w pierwszej szkole prowadzonej przez braci marystów w Hiszpanii.
Po doświadczeniach w Kraju Basków jako dyrektor przedszkola, został wezwany z powrotem do Barcelony, aby założyć i kierować szkołą Patronato Obrero de San José, która powstała w zaludnionej dzielnicy Pueblo Nuevo, w trudnym społecznie kontekście wśród biednych i pokrzywdzonych rodzin. W tej samej dzielnicy w tamtych latach powstała Escuela Moderna o antyreligijnym nastawieniu ideologicznym, a także organizacja Jóvenes Bárbaros. Obie były w otwartej opozycji do Patronato Obrero de San José.
Wybuch powszechnej rewolty, spowodowany silnym napięciem społecznym, dał początek tak zwanemu „Tragicznemu Tygodniowi” w Barcelonie, kiedy ludność, zwłaszcza najbiedniejsza, powstała przeciwko obowiązkowemu poborowi do wojska zadekretowanemu przez hiszpański rząd. Podsycany i wspierany przez anarchistów, komunistów i republikanów bunt przerodził się w otwarte starcia, po których nastąpiło plądrowanie i palenie kościołów, klasztorów i szkół katolickich. W nocy z 26 na 27 lipca 1909 roku podpalono budynek szkoły ojców marystów. Rankiem 27 lipca zakonnicy zostali podstępnie poproszeni o opuszczenie domu, a gdy tylko dotarli na ulicę, otworzono do nich ogień. Brat Lycarion, pierwszy z grupy, został zastrzelony, a jego ciało, poturbowane kamieniami i maczetami, zostało później odnalezione i pochowane w zbiorowym grobie na cmentarzu Montjuïc.
27 stycznia 2025 papież Franciszek podpisał dekret uznający męczeństwo Lycariona Maya, co otwiera drogę do jego beatyfikacji. Jego wpisanie do poczet błogosławionych odbyło się 15 czerwca 2025 podczas uroczystej eucharystii w papieskiej bazylice Św. Pawłaza Murami pod przewodnictwem kard. Marcello Semeraro, prefekta dykasterii do spraw świętych – w imieniu papieża Leona XIV.